# Tanen

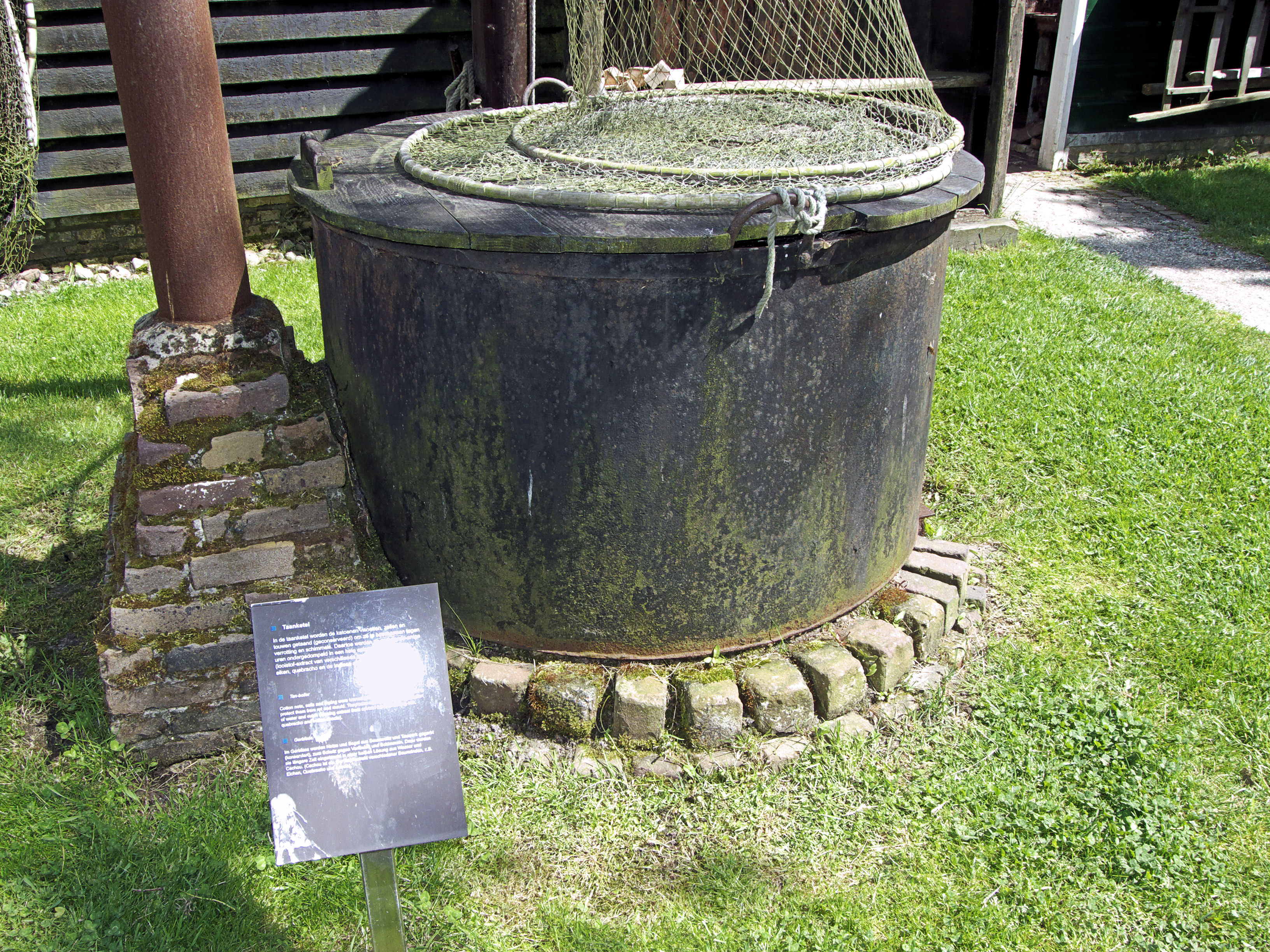
Taanketel

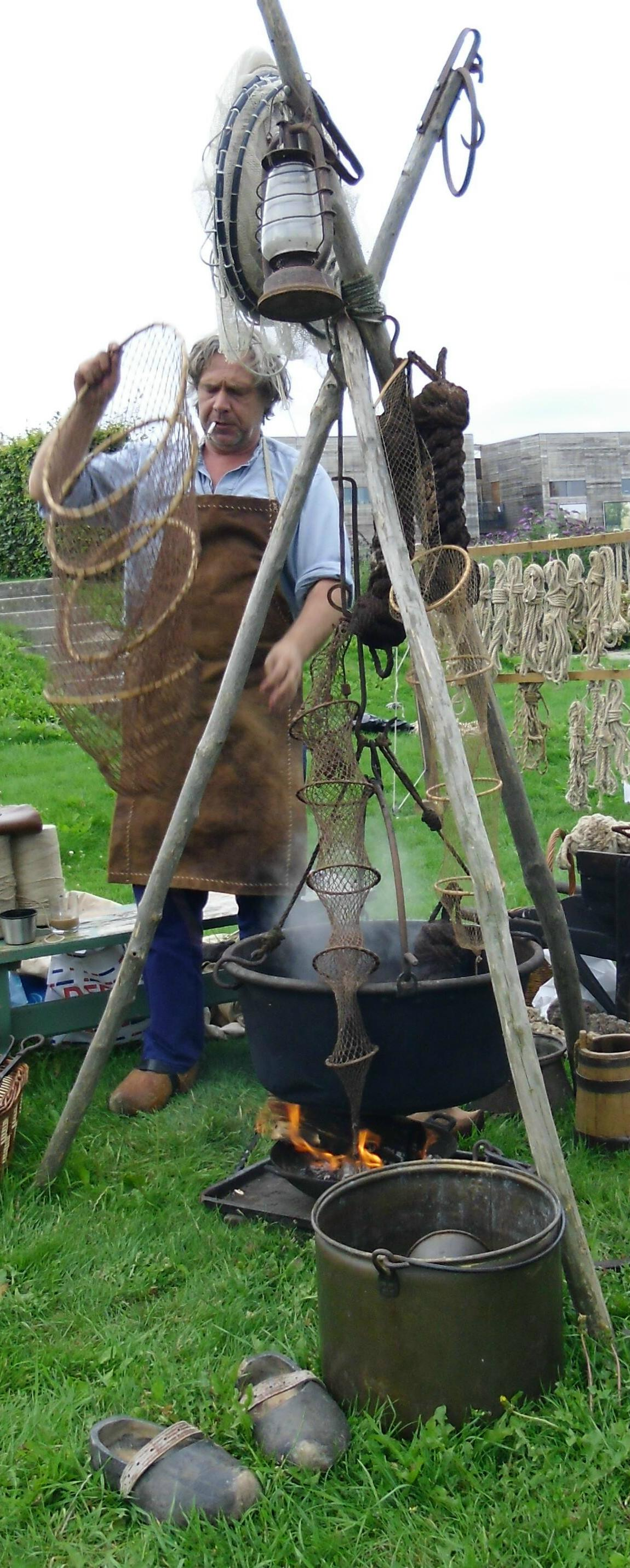
Tanen van fuiken en touwwerk.

Tanen is het conserveren van katoenen visnet, zeil of touw met cachou om verrotting door schimmels en bacteriën tegen te gaan. Het tanen werd gedaan in een taanketel. Gedurende enkele uren werd het visnet, zeil of touw in een hete oplossing van cachou ondergedompeld. Cachou is een extract van verschillende bomen, waaronder die van eik, quebracho en betelpalm en geeft een bruine kleur aan het behandelde materiaal.
Tanen werd in Nederland vooral gedaan met tannine die uit de schors van de berk of eik werd gewonnen. De berk had een geringe opbrengst van krap 25 % winbare tannine, de eek van zomereiken bracht meer op. De acaciaboom in India had een veel hogere opbrengst, ongeveer 75% van de aanwezige tannine is winbaar. De Vereenigde Oostindische Compagnie haalde het naar Nederland. De tannines uit gemalen schors werd in een ketel in heet water opgelost waarna het tanen kon beginnen.
Iedere vissersplaats had ten minste een taanderij, grotere vissersplaatsen hadden twee of meer, kleinere, taanderijen. Doorgaans waren deze taanderijen eigendom van de vissers, die vooral aan het eind van de week op zaterdagmiddag hun netten lieten ophalen en tanen. Na de taanbeurt waren de netten weer klaar voor gebruik en waren de netten gereinigd van alle visrestanten die waren achtergebleven. In de havens was het een bont gezicht: alle schepen die de netten te drogen hadden gehangen.
Taan heeft een natuurlijke bruine kleur, maar sommige vissersplaatsen wilden zich onderscheiden door de zeilen van een rode kleur te voorzien. Het tanen van katoenen zeilen verdween toen de vissersschepen op de motor gingen varen. Nog zeilende schepen kregen zeilen van kunststof dat geen taan nodig had. Schepen van de bruine vloot worden soms getuigd met katoenen zeil, daardoor is er nog werk voor de taanderij. Behalve visnetten, zeildoek en touwen werden ook de zeildoeken die voor de molenwieken werden gebruikt met taan behandeld.

## Taanhuis

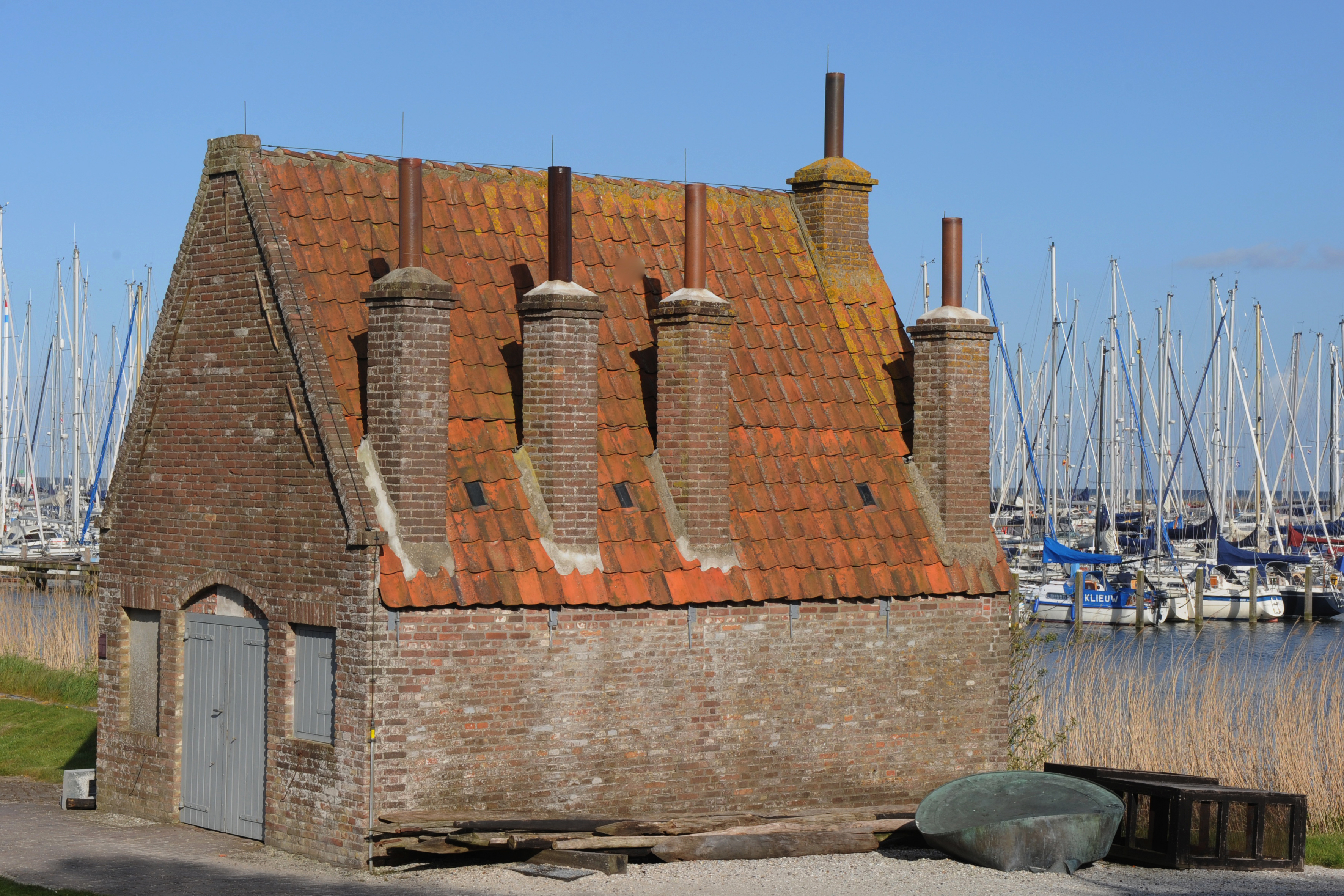
Het Taanhuis in het Zuiderzeemuseum

Vissersvereniging 'Eensgezindheid' in Hoorn nam in 1897 een taanhuis in gebruik. Dit gebouwtje met vijf ketels werd het Taanhuis genoemd. Voor het gebruik ervan moest apart contributie worden betaald. In 1906 was dat zes gulden per jaar. Ook vissers van elders konden tegen betaling gebruik maken van de ketels. De visser die zijn netten wilde tanen, maakte een afspraak met de beheerder. De brandstof voor het stoken moest hij zelf meenemen. Door invoering van kunststof netten, die niet getaand hoeven te worden, verloor het taanhuis zijn functie. In het Zuiderzeemuseum is in 1978 een reconstructie gebouwd, daarin zijn de originele ketels geplaatst.  